# Rouge (smink)

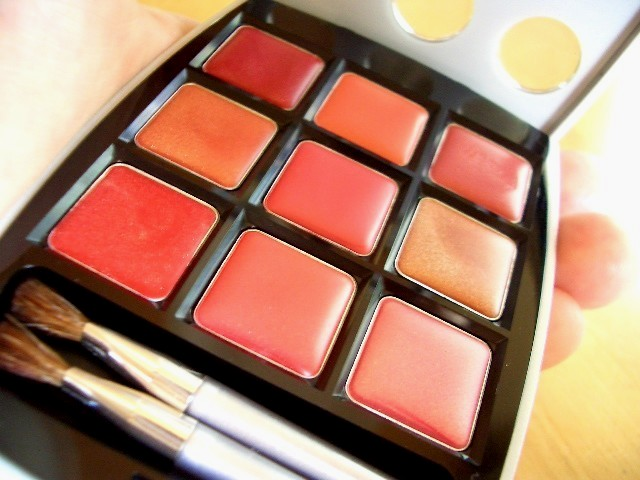
Rouge-etui

Rouge är en typ av kosmetika som appliceras på kinderna. Det finns både puderrouge, som man kan applicera med en rougeborste och cremerouge, som man oftast applicerar med hjälp av fingrarna. Rouge går oftast i röda, rosa, orangea och bruna nyanser, och man kan lägga det på kindens högsta punkt i syfte att få lite rundare kinder och se piggare ut, eller så kan man dra ut rouget mot tinningarna i syfte att framhäva kindbenen.
Ordet "rouge" finns belagt i svenska språket sedan 1868.

## Historik

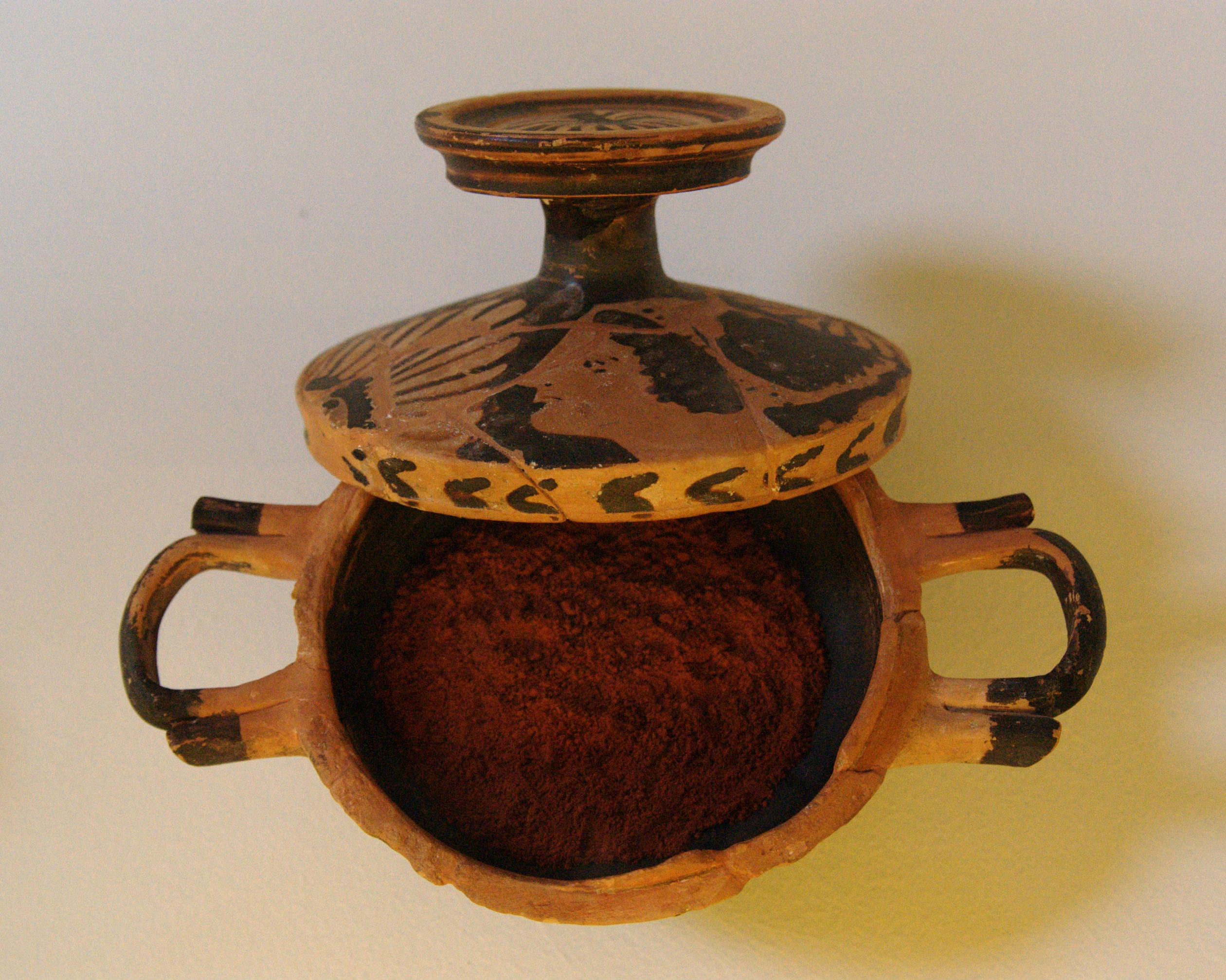
Egyptisk rouge, 400 f.Kr.

De gamla egyptierna var kända för sin användning av smink och speciellt rouge. Egyptiska piktogram visar män och kvinnor med läppstift och rouge. Egyptierna blandade fett med röd ockra till en röd pasta.
I Grekland tog män och kvinnor efter egyptierna genom att använda en pasta av krossade mullbär, rödbetsjuice, krossade jordgubbar eller röd amarant. De som använde smink ansågs förmögna och smink gav hög status eftersom det var dyrt.
I Kina användes rouge under Shangdynastin från 1600 f. Kr. Rouget tillverkades av saften från röda och blåa blomblad och några tillsatte köttfärs och bukspottkörtel från gris för att få en fastare produkt. Kvinnorna använde rouge på kinder och läppar. Den röda färgen anses i Kina ge tur och lycka till den som bär den. 
I Rom tillverkade män och kvinnor rouge med hjälp av blymönja (blyrött) och cinnober. Blandningen var giftig och har visats kunna ge både cancer och demens, eller till och med vara dödlig.
Under 1500-talet använde män och kvinnor i Europa vitt puder i ansiktet och många kvinnor kombinerade det med rouge på kinderna.